# GLIPR2
GLIPR2 (англ. GLI pathogenesis related 2) – білок, який кодується однойменним геном, розташованим у людей на 9-й хромосомі. Довжина поліпептидного ланцюга білка становить 154 амінокислот, а молекулярна маса — 17 218.
| 10         |  | 20         |  | 30         |  | 40         |  | 50         |
| ---------- |  | ---------- |  | ---------- |  | ---------- |  | ---------- |
| MGKSASKQFH |  | NEVLKAHNEY |  | RQKHGVPPLK |  | LCKNLNREAQ |  | QYSEALASTR |
| ILKHSPESSR |  | GQCGENLAWA |  | SYDQTGKEVA |  | DRWYSEIKNY |  | NFQQPGFTSG |
| TGHFTAMVWK |  | NTKKMGVGKA |  | SASDGSSFVV |  | ARYFPAGNVV |  | NEGFFEENVL |
| PPKK       |  |            |  |            |  |            |  |            |

A: Аланін

C: Цистеїн

D: Аспарагінова кислота

E: Глутамінова кислота

F: Фенілаланін

G: Гліцин

H: Гістидин

I: Ізолейцин

K: Лізин

L: Лейцин

M: Метіонін

N: Аспарагін

P: Пролін

Q: Глутамін

R: Аргінін

S: Серин

T: Треонін

V: Валін

W: Триптофан

Кодований геном білок за функцією належить до ліпопротеїнів. 
Локалізований у мембрані, апараті гольджі.